# Батурино (Шегарский район)
Бату́рино — село в Шегарском районе Томской области, входит в состав Баткатского сельского поселения.

## География
Батурино расположено на правом берегу реки Шегарки, на автодороге Бабарыкино — Старая Ювала, на расстоянии 113 км от Томска, имеется регулярное автобусное сообщение от томского автовокзала.

## История
Основано в 1726 г. В 1926 году деревня Батурина состояла из 87 хозяйств, основное население — русские. В составе Поздняковского сельсовета Богородского района Томского округа Сибирского края.

## Население
| 1926 | 2002 | 2010 | 2012 | 2013 | 2014 | 2015 |
| ---- | ---- | ---- | ---- | ---- | ---- | ---- |
| 477  | ↘210 | ↘163 | ↘152 | ↗154 | ↗155 | ↘151 |
| 2021 |      |      |      |      |      |      |
| ↘139 |      |      |      |      |      |      |